# NGC 3257
NGC 3257 est une galaxie lenticulaire située dans la constellation de la Machine pneumatique. NGC 3257 a été découverte par l'astronome britannique John Herschel en 1834.

## Caractéristiques
Sa vitesse par rapport au fond diffus cosmologique est de 3 557 ± 27 km/s, ce qui correspond à une distance de Hubble de 52,5 ± 3,7 Mpc (∼171 millions d'al).
À ce jour, sept mesures non basées sur le décalage vers le rouge (redshift) donnent une distance de 45,043 ± 12,472 Mpc (∼147 millions d'al), ce qui est à l'intérieur des valeurs de la distance de Hubble. Notons cependant que c'est avec la valeur moyenne des mesures indépendantes, lorsqu'elles existent, que la base de données NASA/IPAC calcule le diamètre d'une galaxie et qu'en conséquence le diamètre de NGC 3257 pourrait être d'environ 42,2 kpc (∼138 000 al) si on utilisait la distance de Hubble pour le calculer.

## Groupe de NGC 3281
La galaxie NGC 3257 fait partie du groupe de NGC 3281 qui compte au moins sept galaxies. Les six autres galaxies du groupe sont NGC 3249, NGC 3275, NGC 3281, ESO 375-26, ESO 375-62 et ESO 375-69.